# Prva futsal liga FBiH
Prva futsal liga FBiH je malonogometno (dvoranski nogomet) klupsko natjecanje drugog stupnja u Bosni i Hercegovini. U ligi sudjeluje 8 klubova. 

## Sezona 2014./15.[1]
- MNK Mostarske kiše, Mostar
- MNK Banovići, Banovići
- MNK Galaktikosi, Visoko
- MNK Bilj Mar, Nova Bila
- MNK Vjekoslav Arapović, Mostar
- MNK Vega Mix, Živinice
- MNK Buba Mara, Cazin
- MNK Sofić, Konjic

## Dosadašnji prvaci
- 2013./14. - MNK Bosna Kompred, Tuzla[2]
- 2012./13. - MNK Centar, Sarajevo[3]
- 2011./12. - MNK Comunicare, Mostar[4]
- 2010./11. - MNK Brotnjo, Čitluk[5]
- 2009./10. - MNK Orlić, Sarajevo[5]
- 2008./09. - MNK Ljubuški, Ljubuški (skupina Jug), MNK Orlić, Sarajevo (skupina Sjever)[5]
- 2007./08. - MNK Karaka, Mostar (skupina Jug), MNK Banovići, Banovići (skupina Sjever)[5]
- 2006./07. - MNK Seljak, Livno (skupina Jug), MNK Kaskada, Gračanica (skupina Sjever)[6]
- 2005./06. - MNK Seljak, Livno (skupina Jug), MNK Partizan, Sarajevo (skupina Sjever)[7]
- 2004./05. - MNK Ljubuški, Ljubuški[5]
- 2003./04. - MNK Karaka Croatia Osiguranje, Mostar[5]
- 2002./03. - MNK Seljak, Livno[5]

## Vanjske poveznice
- Prva futsal liga FBiH  Arhivirana inačica izvorne stranice od 31. listopada 2014. (Wayback Machine) na nsfbih.ba